# Posoqueria williamsii
Posoqueria williamsii är en måreväxtart som beskrevs av Julian Alfred Steyermark. Posoqueria williamsii ingår i släktet Posoqueria och familjen måreväxter. Inga underarter finns listade i Catalogue of Life.